# An Rinn
An Rinn (deutsch „die Landspitze“, englisch Ring, irisch auch Rinn Ó gCuanach oder Rinn Ua gCuanach) ist ein Dorf im irischen County Waterford an der Keltischen See. Die Ortschaft gehört zur Gaeltacht na nDéise, einer kleinen Region im County Waterford, in der vornehmlich Irisch gesprochen wird.

## Lage
An Rinn liegt Luftlinie etwa fünf Kilometer süd- bis südöstlich von Dungarvan und in etwa in der Mitte auf einer gedachten Linie zwischen Waterford und Cork. Die Ortschaft erstreckt sich auf der sog. Ring Peninsula bis Helvick Head mit seinem kleinen Fischerhafen. Nach An Rinn führt die R674, die drei Kilometer westnordwestlich von der N25 zwischen Waterford und Cork abgeht.

## Persönlichkeiten
- Áine Ní Fhoghludha (1880–1932), Schriftstellerin und irische Nationalistin

## Trivia
Die Filme The Quiet Girl und Róise & Frank (beide aus 2022) spielten weitgehend in An Rinn.